# Volkesfeld
Volkesfeld ist eine Ortsgemeinde im Landkreis Mayen-Koblenz in Rheinland-Pfalz. Sie gehört der Verbandsgemeinde Mendig an. Volkesfeld ist ein staatlich anerkannter Luftkurort.

## Geographische Lage
Der Ort liegt im Westen der Verbandsgemeinde Mendig im Nettetal und am Fuß des Riethel. Volkesfeld ist die kleinste der fünf Ortsgemeinden in der Verbandsgemeinde.

## Geschichte
1217 zum ersten Mal urkundlich erwähnt, war Volkesfeld kirchlich von Obermendig abhängig. Die Marienkapelle wurde 1818 erbaut. Der Sauerbrunnen von Volkesfeld ist eine staatlich anerkannte Heilquelle.
Das Gebäude der 1974 aufgehobenen Grundschule wurde zum Dorfgemeinschaftshaus umgebaut und 1989 eingeweiht.

## Politik

### Gemeinderat
Der Gemeinderat in Volkesfeld besteht aus zwölf Ratsmitgliedern, die bei der Kommunalwahl am 9. Juni 2024 in einer Mehrheitswahl gewählt wurden, und dem ehrenamtlichen Ortsbürgermeister als Vorsitzendem.

### Bürgermeister
Rudolf Schüller wurde am 11. Juli 2024 Ortsbürgermeister von Volkesfeld. Bei der Direktwahl am 9. Juni 2024 war er als einziger Bewerber mit einem Stimmenanteil von 87,0 % für fünf Jahre gewählt worden.
Sein Vorgänger Rudolf Wingender hatte das Amt seit 2004 inne. Zuletzt bei der Direktwahl am 26. Mai 2019 war er mit 76,45 % für weitere fünf Jahre in seinem Amt bestätigt worden. Vorgänger von Wingender war Egon Schüller, der das Amt 20 Jahre ausgeübt hatte.

## Kulturdenkmäler
In Volkesfeld befinden sich einige unter Denkmalschutz gestellte Kulturdenkmäler:
- die katholische Kapelle „Zur Geburt Mariens“, ein klassizistischer Saalbau aus Tuffstein, 1841; Grabkreuze aus dem 18. Jahrhundert auf dem Friedhof und in der Kirchhofsmauer
- der Dorfbrunnen aus dem Jahr 1863 (Nettestraße)
- ein Wegekreuz aus dem Jahr 1757 (Oberdorfstraße); östlich von Volkesfeld noch ein Wegekreuz aus dem Jahr 1699
- ein Meilenstein aus der zweiten Hälfte des 19. Jahrhunderts (an der Straße nach Rieden)
- Siehe auch Liste der Kulturdenkmäler in Volkesfeld

## Persönlichkeiten
- Georg Müller (1951–2015), römisch-katholischer Bischof